# Le Chimpanzé
Pour les articles homonymes, voir Chimpanzé (homonymie).
Pour plus de détails, voir Fiche technique et Distribution.
Le Chimpanzé est un moyen métrage français réalisé par Marco de Gastyne et sorti en 1932.

## Synopsis
Afin d'écarter le prétendant de la femme qu'il aime, un homme prend plusieurs identités pour évincer le chimpanzé, « surnom désobligeant qu'il donne au soupirant de sa bien-aimée ».

## Fiche technique
- Réalisation : Marco de Gastyne
- Scénario : Camille de Morlhon
- Musique : Fred Elis[1]
- Société de production : Pathé-Natan
- Pays de production :  France
- Durée : 37 minutes
- Type : Muet en noir et blanc
- Date de sortie : 
  - France - 9 avril 1932[2]

## Distribution
- Roland Toutain
- Alfred Pasquali
- Monique Rolland
- Louis Zellas